# ハワード・アッシュマン
ハワード・アッシュマン（Howard Elliott Ashman、1950年5月17日 - 1991年3月14日）は、アメリカ合衆国メリーランド州ボルチモア出身の作詞家、プロデューサーである。アラン・メンケンと共に「美女と野獣」や「リトル・マーメイド」などの楽曲で作詞を担当し、ディズニー映画の黄金期を支えた。

## 略歴
- 1950年 メリーランド州ボルチモアに住むユダヤ人の一家に生まれる[1][2]。
- 1974年 インディアナ大学を卒業後、地元の出版社で働き始めるが同年にニューヨークへと拠点を移し、舞台の脚本を書き始める。
- 1977年 WPA劇場のアーティストディレクターになる。
- 1982年『リトル・ショップ・オブ・ホラーズ』（オフブロードウェーの最高のものを稼いでいるミュージカルのうちの1つ）で、今後タッグを組むことになるアラン・メンケンと初めて手を組み舞台を成功させる。
- 1989年 『リトル・マーメイド』にて再び、アラン・メンケンと協力して作詞兼製作者として作品に携わる。同年のアカデミー賞でオスカーを獲得する。アカデミー賞の2日後に親友であるアラン・メンケンにだけHIVの陽性であることを告げる。
- 1991年 同時製作で行われていた『アラジン』と『美女と野獣』2作品の作詞家として携わるが、『美女と野獣』の完成を見ることなくエイズで死去。同映画のエンドクレジットに追悼メッセージを流した。
- 1998年 ディズニー初の劇場ミュージカルである『美女と野獣』を公演するにあたり、ローレンス・オリヴィエ賞を授与される。

## 作詞家兼製作者としての実力
ニューヨークで脚本を手掛けたことにより、周囲から注目を浴びるようになる。『リトル・ショップ・オブ・ホラーズ』の成功後は、アラン・メンケンと共に活動拠点を映画へと移す。
映画の初仕事として、ディズニー長編映画『リトル・マーメイド』をアラン・メンケンと共に手掛ける。この仕事を機に二人ともディズニーと契約を結び、『アラジン』と『美女と野獣』などディズニー・ルネサンスの代表作の音楽を手掛けるに至った。
作詞家として、『リトル・マーメイド』と『美女と野獣』と立て続けにオスカーを獲得したが、実際は『美女と野獣』挿入歌の最後の収録(「愛の芽生え(Something There)」の収録)時点で、既にベッドから出られないほどに症状が悪化していた。しかし、彼は他界するギリギリまで仕事を最優先し、電話でスタッフやアラン・メンケンと仕事の進み具合や曲の来具合のチェックなどをしていた。
また、製作者としてはキャラクターどうしの会話や表情などにも拘りを持っていて、一度決めたら絶対に曲げないことで有名だった。
パートナーであったアラン・メンケンは、ハワードのことを、「家族のようであり、兄のような人だったよ」と語っており、彼の死後は「彼が死んでしまったことで、チームだった私たちは終わってしまった。とても悲しいよ」と言っている。

## 代表作
- アラジン（1992年）
- 美女と野獣（1991年） - アカデミー歌曲賞受賞
- リトル・マーメイド（1989年） - アカデミー歌曲賞受賞

## エピソード
- 1989年のアカデミー賞を受賞したときに具合が悪そうだったハワードにアラン・メンケンが声をかけたところ、「今はまだ言えない。ニューヨークに帰ってから君に話すよ」と言われ、2日後にニューヨークに戻りホテルへ呼び出されたので部屋に入るなり彼に詰め寄ると、「もう分かってるんだろう？僕はHIVにかかっちまったんだ。陽性だった」と衝撃的な告白をした。この時を境にハワードは、目に見えて以前よりも熱心に仕事へ専念するようになったが、身体的に自宅からディズニースタジオへ通うのがつらくなると、周りのスタッフにHIVであることを伏せてスタジオを自宅があるニューヨークに移すように頼んだ。スタッフ達からは「何て我儘な奴だと」思われたが、後に事情を知ったスタッフ達はすぐさまニューヨークにスタジオを移し、少しでもハワードが楽に仕事が出来るようにと考慮した。しかし、上記にある通り、「アラジン」と「美女と野獣」を同時進行で制作していた時にはベッドから出られない状況に陥っており、電話を通じて出せない声を絞り出していたこともあって、掠れ声で歌い方の指示をして仕事をしていた。
- 最後の作品は『美女と野獣』の挿入歌である「愛の芽生え(Something There)」だが、『アラジン』の挿入歌の「ホール・ニュー・ワールド(A Whole New World)」や「アラビアン・ナイト(Arabian Nights)」の作詞も請け負っていた。しかし、彼がエイズのため40歳でその生涯を閉じた事により、作詞家ティム・ライスに「ホール・ニュー・ワールド」の作詞を依頼することになった。
- エイズで亡くなった人としては史上初めてアカデミー賞を受賞したが、『美女と野獣』で主題歌賞を獲った時には既に故人だったので、仕事を通じて親交があったビル・ローチが彼に代わってオスカー像を受け取った。
- ハワードの墓石には"O that he would have but one more song to sing"(ああ、彼があともう一曲だけでも多くの作品を残してくれれば)と刻まれており、早すぎた彼の死を悔やむ気持ちが込められている。